# 杜君英衣冠塚
22°39′47″N 120°35′56″E / 22.663006°N 120.598984°E
杜君英衣冠塚，是為被處決的杜君英在今臺灣屏東縣內埔鄉中林村所立的衣冠塚，原位於舊杜君英庄（今內埔鄉東勢村大和社區），1898年因水災改遷於此。

## 歷史沿革
依台灣日治時期內埔公學校校長松崎仁三郎的《嗚呼忠義亭》所載，杜君英部屬將長官遺物埋葬在舊杜君英庄（今內埔東勢村大和社區）的榕樹下，墓碑高四尺四五寸、寬三尺餘，銘刻「杜國公之墓」的花崗石。墓旁建有用以祭祀朱一貴事件陣亡者的義勇廟。當時農曆三月十七的廟祭日會盛大舉行祭祀活動，費用由各戶男丁按比例捐出。
1898年，該庄因隘寮溪洪水氾濫毀庄，居民四散。一說杜君英墓與義勇廟因洪水皆完全流失，也有一說指該墓從原址隨部分庄民遷移到新杜君英庄（今內埔鄉中林村），並舉行盛大儀式，也有演戲酬神。舊杜君英庄民遷來此新杜君英庄時，將庄界碑也帶來，立在今中林村坪腳社區保安機車行的後方作祭祀。松崎仁三郎推測可能因原先墓下落不明，居民誤將此庄界碑當墓碑。
此庄界碑上書「逆杜君英庄界」，其中「逆」的加字人們認為是為障眼法以防拆除；「杜」字右上還有一點，村民表示是為他哭泣落淚。
二十世紀末，大和社區民眾則將土地公祠改成大和庄義勇公祠供奉杜君英。保安機車行老闆兼任此衣冠塚乩童，在2012年指示當地居民捐款為杜君英雕塑神像，於農曆四月十六日開光，正身奉祀於此村的慈鳳廟內，副身則供奉於此。
2017年，祖先因朱一貴事件在雍正三年被流放至寧古塔的黑龍江人黃斌來台灣尋根，由屏東文化處請學者與文史工作者帶領他尋訪。路線包括中林村的杜君英衣冠塚、供奉朱一貴部下潘寶的內埔鄉中林村慈鳳廟、朱一貴養鴨處的佳冬鄉大同村、書寫「大郡鹿」等眾多古地名的佳冬鄉賴家村下埔頭三山國王廟、見證客家與平埔原住民通婚的佳冬鄉賴家村賴姓宗祠、閩南、客家、馬卡道三族信仰共存的老埤老祖祠、高雄市林園區的鴨母王廟等。

## 祭祀活動
此碑普遍受到民眾敬拜，當地都暱稱「杜國公碑」，碑前香火終日不絕。
每當逢年過節、農曆初一、十五，以及十一月二十五杜君英忌辰，當地人與客家鄉親會前往祭拜。當地村民李明豐告訴記者說老一輩提起日治時代的日軍經過此地都要特地行禮。對村民來說此衣冠塚有如在地的土地公一般。

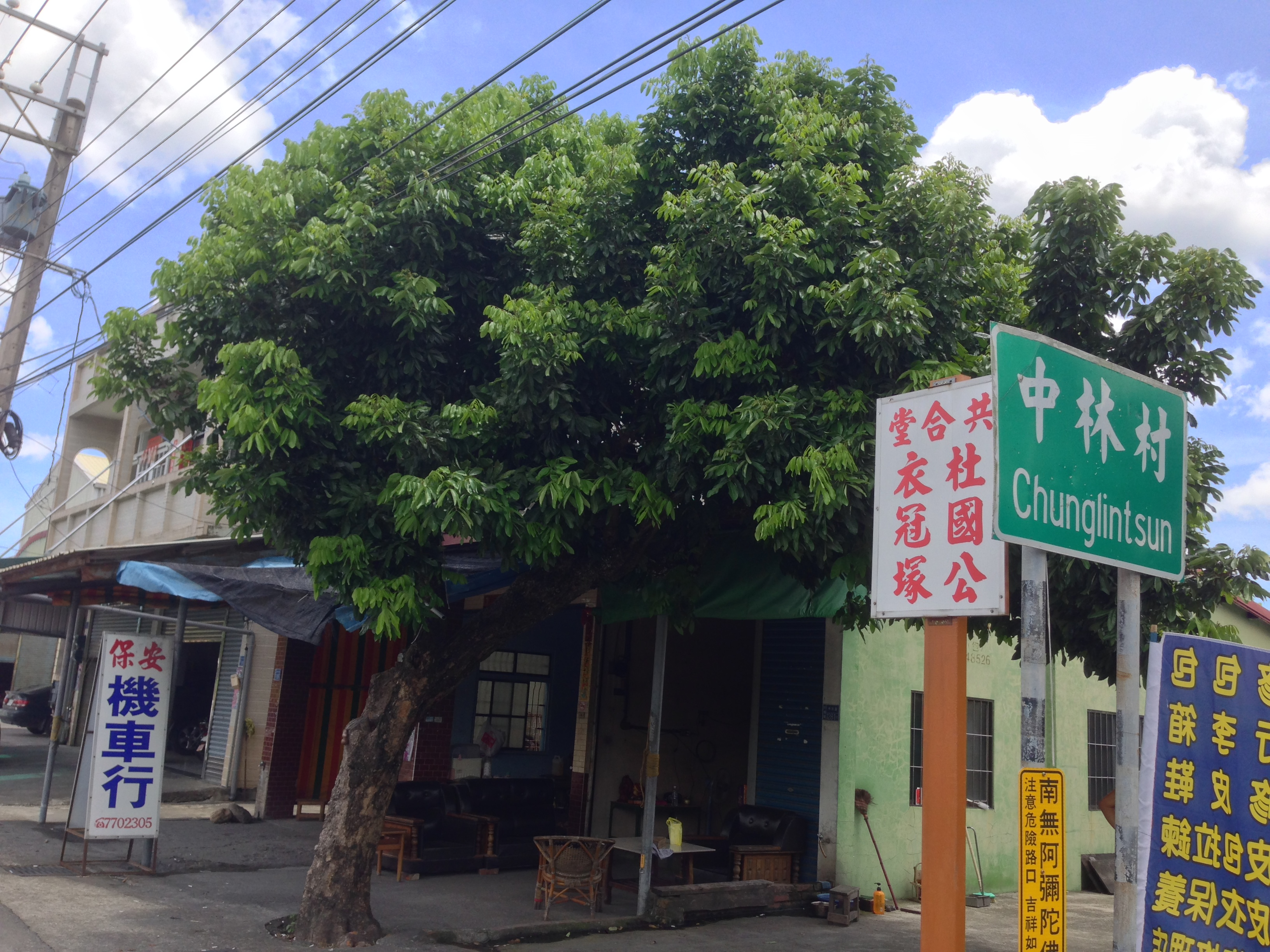
機車行與衣冠塚路牌
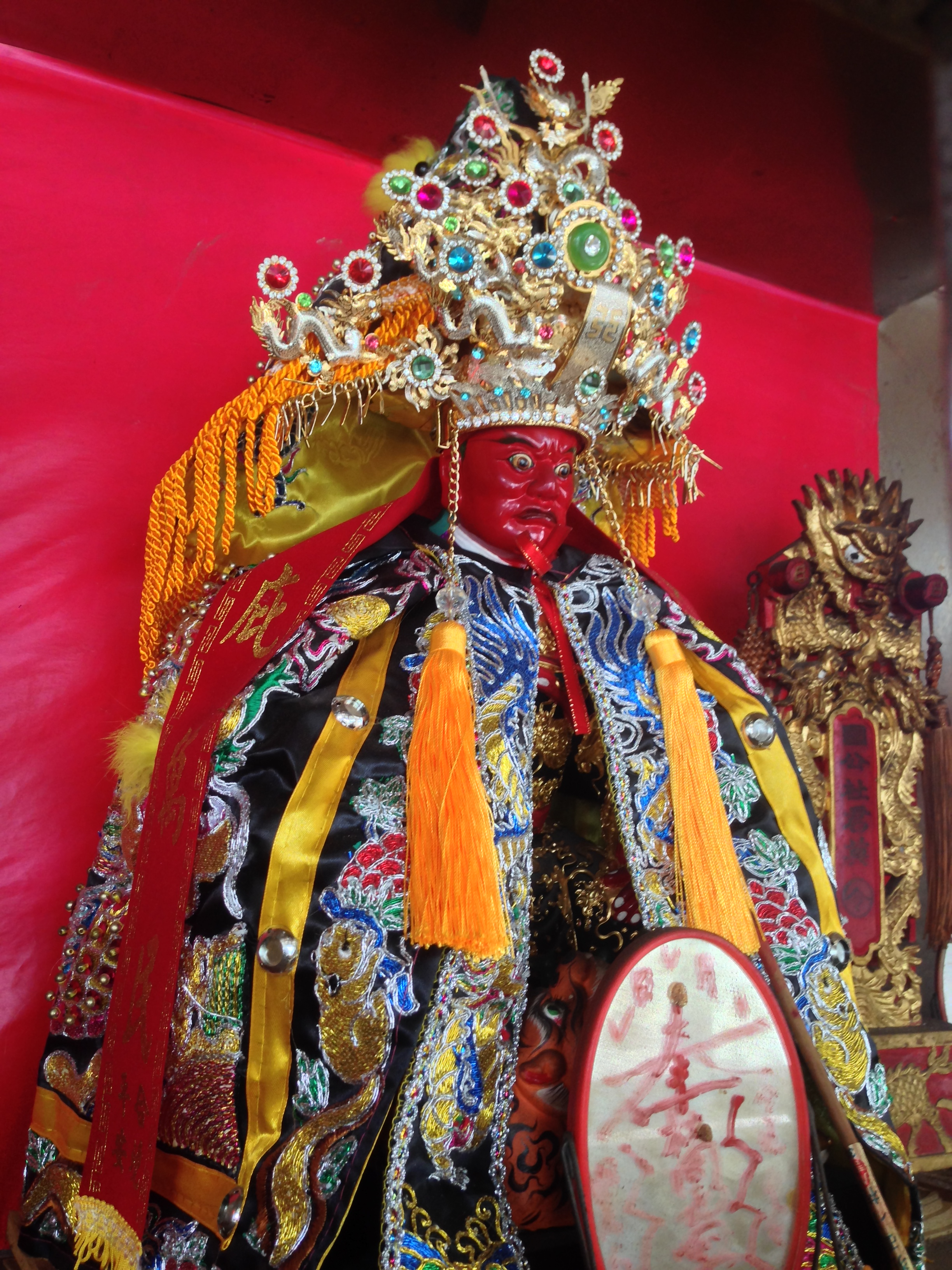
杜國公神像
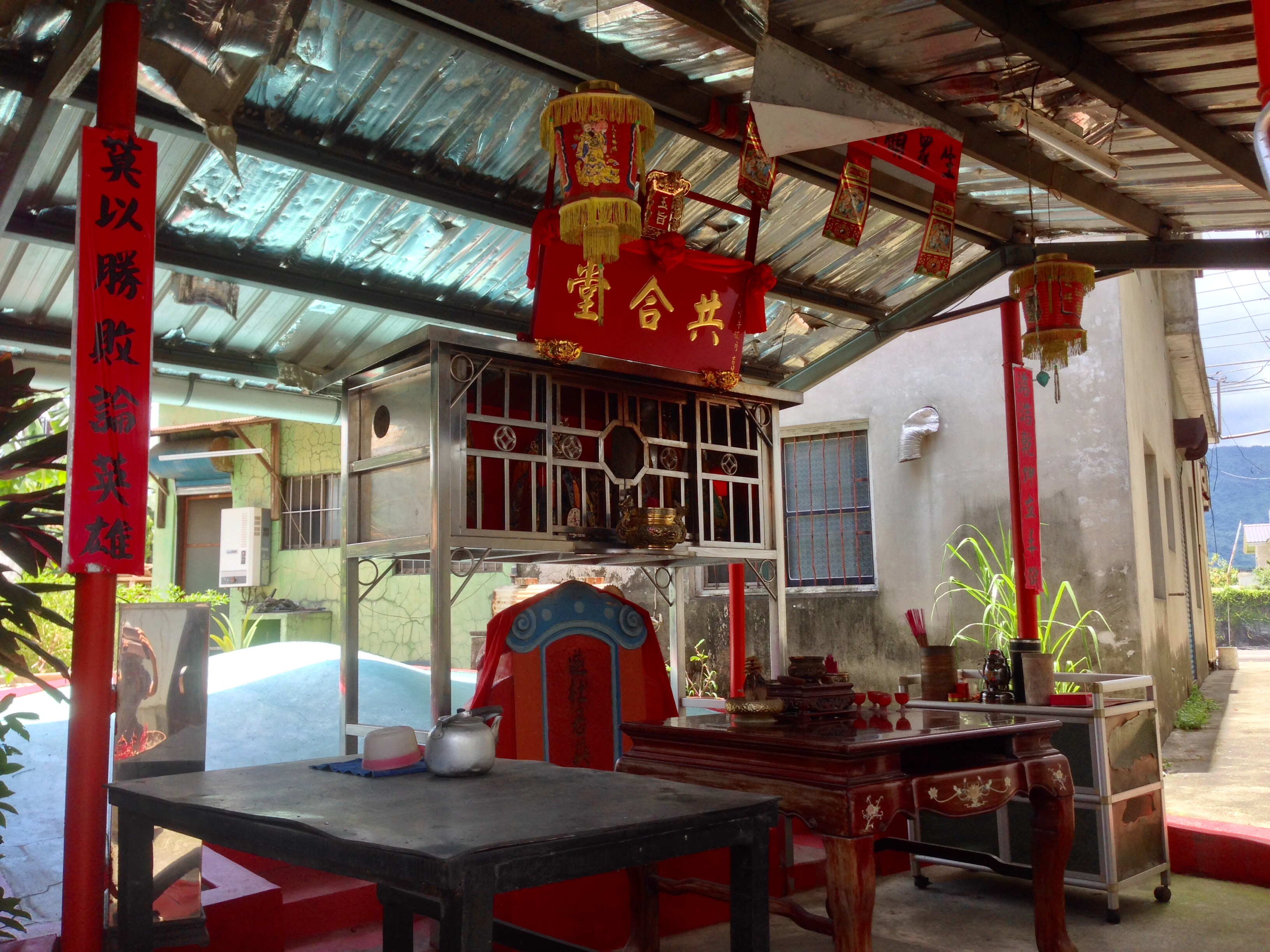
衣冠塚側照
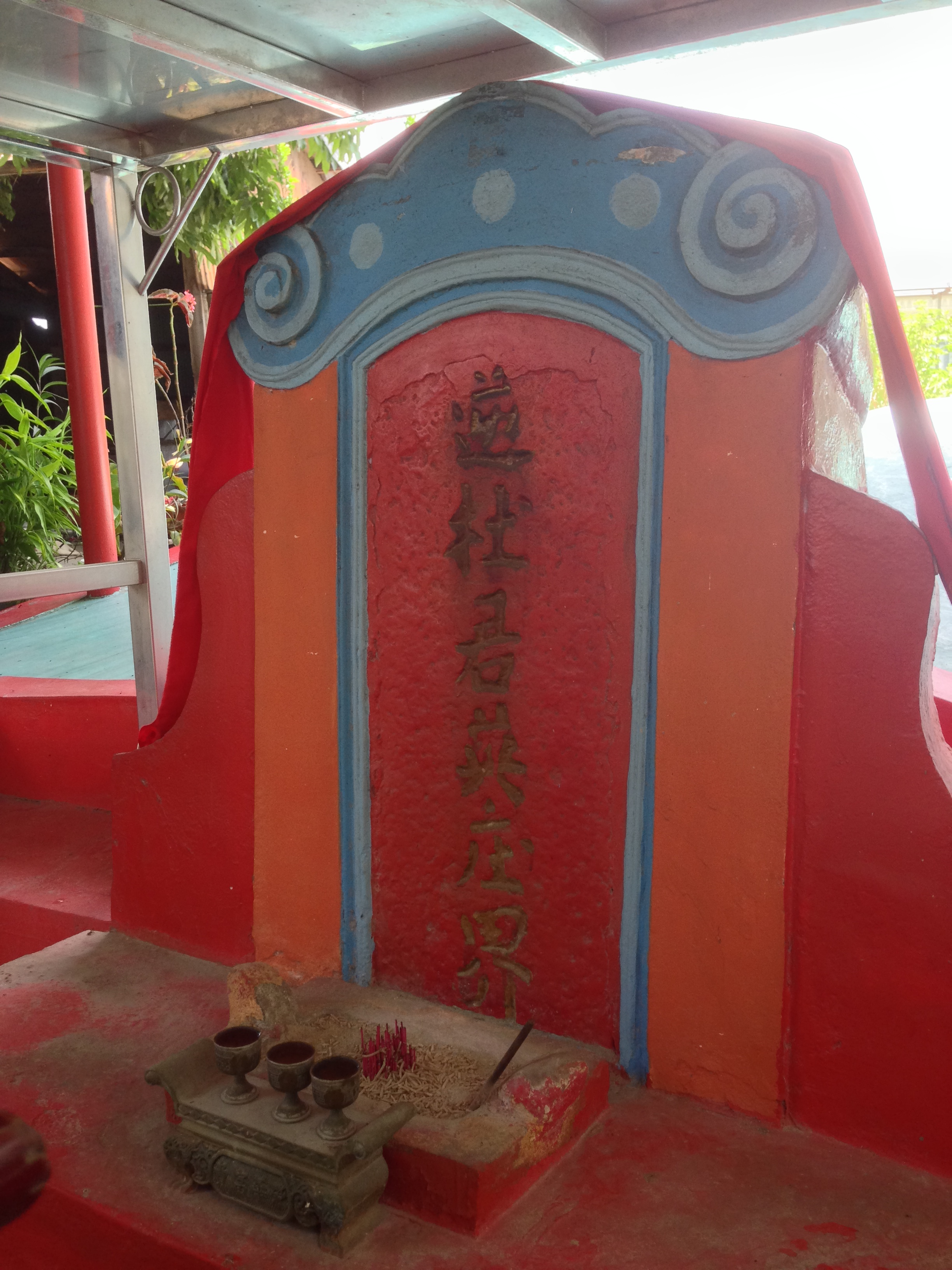
逆杜君英庄界碑，在碑右上特別點那一點。